# 种群瓶颈

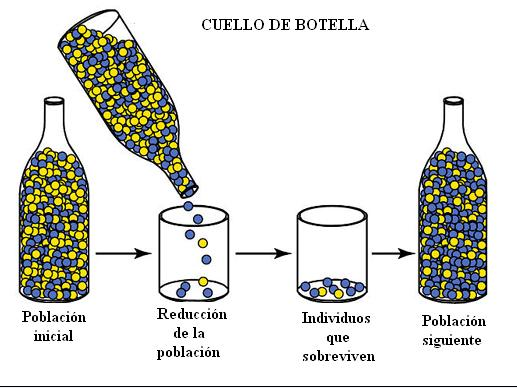
將少數彈珠從玻璃瓶中倒出，瓶頸代表某種劇烈減少族群數量的災難。由於某種偶然，藍色彈珠成為新族群裏的優勢型

种群瓶颈效应或人口瓶颈（population bottleneck；genetic bottleneck）是指某个种群的数量由于突然的災難所造成的死亡或不能生育造成减少50%以上或者数量级减少的事件。种群瓶颈可能促成遗传漂变加劇。种群瓶颈發生後，可能造成种群的灭绝，或种群恢复但僅存有限的遺傳多樣性。

## 动物
一個例子是獵豹（Acinonyx jubatus），由於獵豹彼此之間的關係過於相近，獵豹之間的直接皮膚移植已經不會引發任何免疫反應。獵豹也遭受低精子濃度、低精子活動力及畸形精子鞭毛等問題。科學家推測，獵豹約在一萬年前的上一個冰河期中經歷了种群瓶颈，加上長年近亲交配，因而造成其基因庫寡少情形，使得族群對於疾病沒有應變能力；如致命的貓傳染性腹膜炎（Feline infectious peritonitis），在家貓中的致病率約1%－5%，但在獵豹中的發病率高達50%－60%。
根據2002年的一份研究報告，4万3000年前大熊猫遭遇了种群瓶颈效应，造成现在濒于绝迹的状况。

## 其他例子
- 歐洲野牛（Bison bonasus）：現存的族群是由當初12頭個體繁衍而來。
- 美洲野牛（Bison bison）：在1890年代數量曾少於1000頭。
- 北象海豹（Mirounga angustirostris）的數量在1890年左右曾經降至只剩30頭。
- 敘利亞倉鼠（Mesocricetus auratus）：今天几乎所有的人工饲养的敘利亞倉鼠都來自於1930年在敘利亞發現的一隻母鼠及其一窩幼鼠。
- 查岛鸲鹟（Petroica traversi）：1980年代只餘5隻，其中有生育能力的母鳥只有一隻。
- 列山島野鴨（Anas laysanensis）：1912年只存7隻成鳥和5隻幼鳥。
- 毛里求斯隼（Falco punctatus）：1974年只餘4隻。
- 华南虎：现存仅有人工饲养华南虎，全部是陆续捕获的8~9只野生华南虎的后代。
- 朱鹮：现存近2000只朱鹮，1982年最少时仅7只。
- 柴犬：柴犬在第二次世界大戰期間因食物短缺和戰後犬瘟热爆發而近乎絕種[3]。